# Morgan Kneisky
Ne doit pas être confondu avec Antoine Kneisky.
Morgan Kneisky, né le 31 août 1987 à Besançon, est un coureur cycliste et entraineur français. Professionnel entre 2010 et juin 2020, il possède plusieurs titres de champion du monde de cyclisme sur piste à son palmarès, celui du scratch obtenu en 2009 et ceux de la course à l'américaine gagnés en 2013 avec Vivien Brisse,, 2015 avec Bryan Coquard et 2017 avec Benjamin Thomas. Il est aussi vainqueur de la Coupe du monde du scratch en 2010 et quadruple champion de France de cyclisme sur piste.

## Biographie

### Jeunesse et carrière chez les amateurs
Issu d'une famille de cyclistes, Morgan Kneisky commence le vélo à l'âge de six ans au Besançon Racing Club puis rejoint l'AC Bisontine en catégorie minimes. Il s'essaye à toutes les disciplines mais éprouve rapidement une réelle attirance pour la piste.
En 2006 et 2007, il  obtient ses premières sélections en équipe de France de cyclisme sur piste. À ce titre il participe notamment aux championnats d'Europe de cyclisme sur piste espoirs à Athènes. Il côtoie à cette occasion Vivien Brisse et Kévin Lalouette qui devient plus tard son coéquipier au sein de la formation Roubaix Lille Métropole,.
En 2008, il intègre le Chambéry CF (club de Division Nationale 1 et réserve de l'équipe AG2R La Mondiale). Il s'illustre au Tour de Moselle où il s'adjuge la première étape au sprint ainsi que classement final de l'épreuve devant Logan Dennis Hutchings et le Luxembourgeois Laurent Didier. Il remporte aussi le championnat rhônalpin de course à l'américaine et le contre-la-montre par équipes du Tour du Canton d'Aurillac. Associé à Alexandr Pliuschin, il s'octroie la  deuxième place des Trois Jours d'Aigle au cours de l'automne. 
Du 26 mars au 29 mars 2009, il participe à ses premiers championnats du monde sur piste et remporte le titre mondial de la course scratch à la surprise de certains observateurs. En avril, il termine second de Dijon-Auxonne-Dijon au sprint derrière Benoît Drujon. Deux mois plus tard c'est à la Val d'Ille Classic que Yannick Martinez le devance pour la victoire finale. Du 26 juin au 5 juillet 2009, il appartient à la délégation française présente aux Jeux méditerranéens et se classe dixième de l'épreuve en ligne. Fin juillet, il prend part aux championnats de France de cyclisme sur piste organisés sur le vélodrome de Baie-Mahault en Guadeloupe. Il s'offre deux médailles d'or et par la même ses deux premiers titres de champion de France grâce à ses victoires lors des épreuves du scratch et de l'américaine.
Intéressés par ses performances, les dirigeants de l'équipe continentale française Roubaix Lille Métropole lui font signer un contrat professionnel pour l'année suivante,.

### Carrière professionnelle

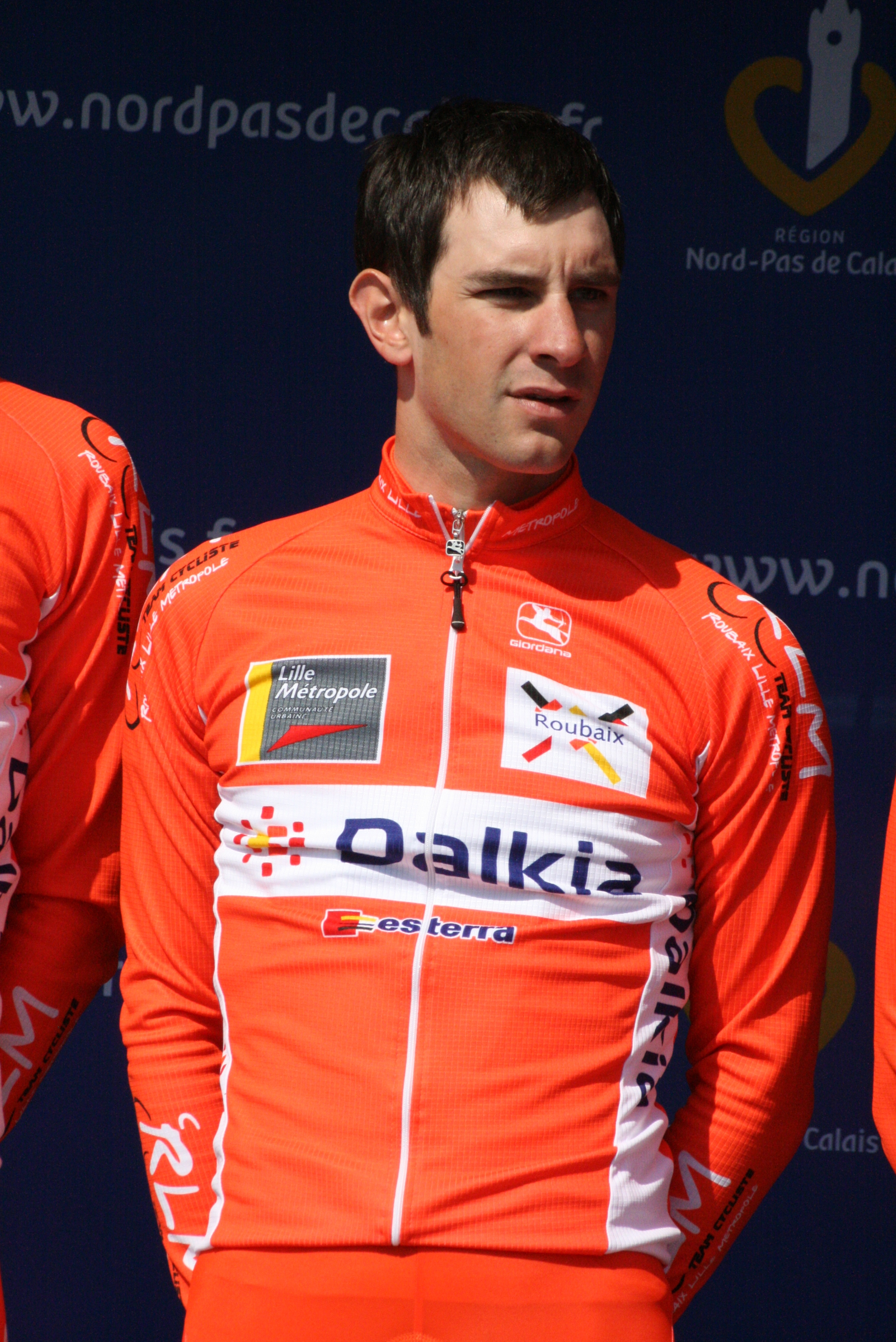
Morgan Kneisky au départ des Quatre Jours de Dunkerque 2011.

#### 2010-2011: débuts professionnels sur route et confirmation sur la piste
Pour ses premiers pas à ce niveau, Morgan Kneisky se fixe plusieurs objectifs. Il souhaite apprendre son métier de cycliste professionnel sur route d'une part, réaliser une belle performance lors des championnats du monde sur piste 2010 d'autre part,. Ce deuxième but est rapidement atteint. En effet, du 24 au 28 mars 2010, il fait partie de l'équipe de France engagée aux championnats du monde qui se déroulent à la Ballerup Super Arena, dans la banlieue de Copenhague au Danemark. Associé au Picard Christophe Riblon  dans l'épreuve de la course à l'américaine, il s'adjuge la médaille d'argent derrière les Australiens Leigh Howard et Cameron Meyer. Il termine également neuvième du scratch. Une semaine plus tard il décroche son premier accessit sur la route grâce à une septième place obtenue au Grand Prix de Nogent-sur-Oise. Durant l'été, il ajoute à son palmarès un titre de champion de France de la course aux points au mois de juillet puis termine douzième au Grand Prix de la Somme en septembre. Il clôt sa saison sur deux bonnes notes en glanant une nouvelle douzième place au Tour de Vendée et en gagnant le classement général de la Coupe du monde du scratch à Cali en Colombie le seize décembre.
C'est par deux médailles de bronze obtenues aux Championnats du monde de cyclisme sur piste que le coureur bisontin commence son année 2011. Il termine en effet troisième des épreuves de course scratch et de course aux points,,. Également engagé dans la course à l'américaine avec Vivien Brisse comme coéquipier, il échoue au pied du podium derrière la paire néerlandaise composée de Théo Bos et Peter Schep. Membre de l'équipe que Roubaix Lille Métropole présente au Tour de Bretagne du vingt-cinq avril au premier mai, il finit à quatre reprises dans les cinq premiers lors des arrivées d'étapes mais ne remporte aucun succès. Durant l'été il se classe troisième du Grand Prix de la ville de Pérenchies. En octobre il s'adjuge la médaille de bronze de la course à l'américaine lors des championnats d'Europe de cyclisme sur piste avec son compère Vivien Brisse. En toute fin de saison, Kneisky obtient une victoire de prestige aux Six jours de Grenoble en association avec le spécialiste belge Iljo Keisse. C'est la première fois depuis dix-sept ans et le succès de Jean-Claude Colotti qu'un pistard français monte sur la plus haute marche du podium de la compétition organisée dans le Dauphiné. Quelques semaines plus tard, il est aussi troisième des Six jours de Gand avec le coureur danois Marc Hester,.

#### 2012: premier succès sur route
Pour la première fois depuis  2009, et à la demande de son employeur qui souhaite le voir privilégier les courses sur route, il renonce à participer aux championnats du monde de cyclisme sur piste qui se déroulent à Melbourne du 4 au 8 avril 2012. Ce choix s'avère payant puisqu'il obtient une belle dixième place lors de Paris-Troyes au début du mois de mars suivi d'une neuvième lors de la Route Adélie de Vitré moins de trois semaines plus tard. En juin il remporte sa première course professionnelle sur route en devançant ses compagnons d'échappée lors de la troisième étape des Boucles de la Mayenne. Au mois de juillet il s'adjuge la deuxième place du Grand Prix de la ville de Pérenchies au sprint derrière Rico Rogers  et finit septième de la Gooikse Pijl en Belgique le 23 septembre. Il retourne sur la piste en fin d'année et se classe deuxième des Quatre jours de Grenoble (associé au jeune espoir du cyclisme français Bryan Coquard), il bat lors de cette édition le record de la piste lors d'un contre-la-montre par équipe avec Bryan Coquard et le médaillé d'or des Jeux olympiques 2012 Jason Kenny. 
Satisfaits de ses performances et de son comportement ses directeurs sportifs renouvellent son contrat. Kneisky peut donc s'apprêter à effectuer une quatrième saison professionnelle sous les couleurs de l'équipe continentale Roubaix Lille Métropole en 2013.

#### 2013: champion du monde de l'américaine

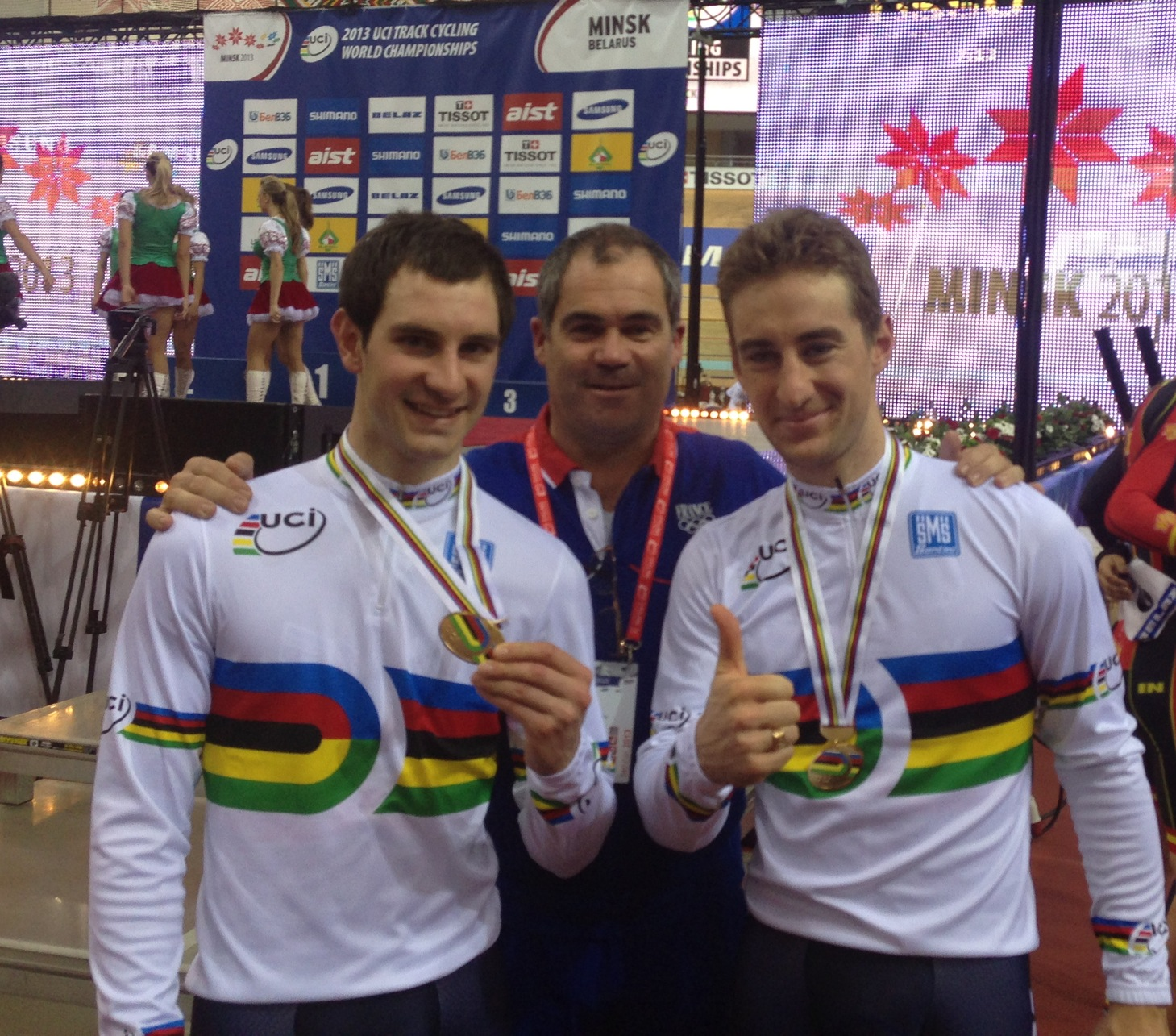
Morgan Kneisky champion du monde de la course à l'américaine avec Vivien Brisse et Hervé Dagorne.

Le début de l'année 2013 voit Morgan Kneisky briller de nouveau sur les anneaux boisés chers aux pistards. Il décroche en effet le titre de champion de France de l'américaine sur le Vélodrome couvert régional Jean Stablinski de Roubaix en janvier ainsi qu'un second maillot arc-en-ciel aux  mondiaux de Minsk en Biélorussie en mars (avec Vivien Brisse),. Le même mois, il termine à la deuxième place lors de la course scratch et de la course aux points du Grand Prix des vélodromes romands à Aigle (Vaud). 
Par la suite, il monte sur le podium du critérium de la ville de Calais en finissant troisième derrière les sprinteurs Arnaud Démare et Adrien Petit (mais devant Thomas Voeckler) en mai et s'adjuge la huitième place du classement général de la Ronde de l'Oise en juin. Un mois plus tard Morgan Kneisky monte sur le podium du Grand Prix Fénioux grâce à sa seconde place obtenue lors de la course aux points. 
Associé à son complice  de l'équipe de France Vivien Brisse, il remporte une seconde fois les Quatre jours de Grenoble en fin de saison. Les duettistes  français s'imposent in-extrémis grâce à un tour d'avance pris à moins de dix minutes de l'arrivée sur la paire espagnole constituée de David Muntaner et Albert Torres et l'équipe belge composée d'Iljo Keisse et Jasper De Buyst en tête du classement jusque-là. À cette occasion Morgan Kneisky rejoint Bernard Thévenet, Charly Mottet et Gilbert Duclos-Lassalle au palmarès des doubles vainqueurs de l'épreuve grenobloise. Kneisky et Brisse se classent également quatrième des Six jours de Gand et cinquième des Quatre jours de Zurich durant l'hiver.

#### 2014: la découverte du cyclisme britannique chez Raleigh-GAC

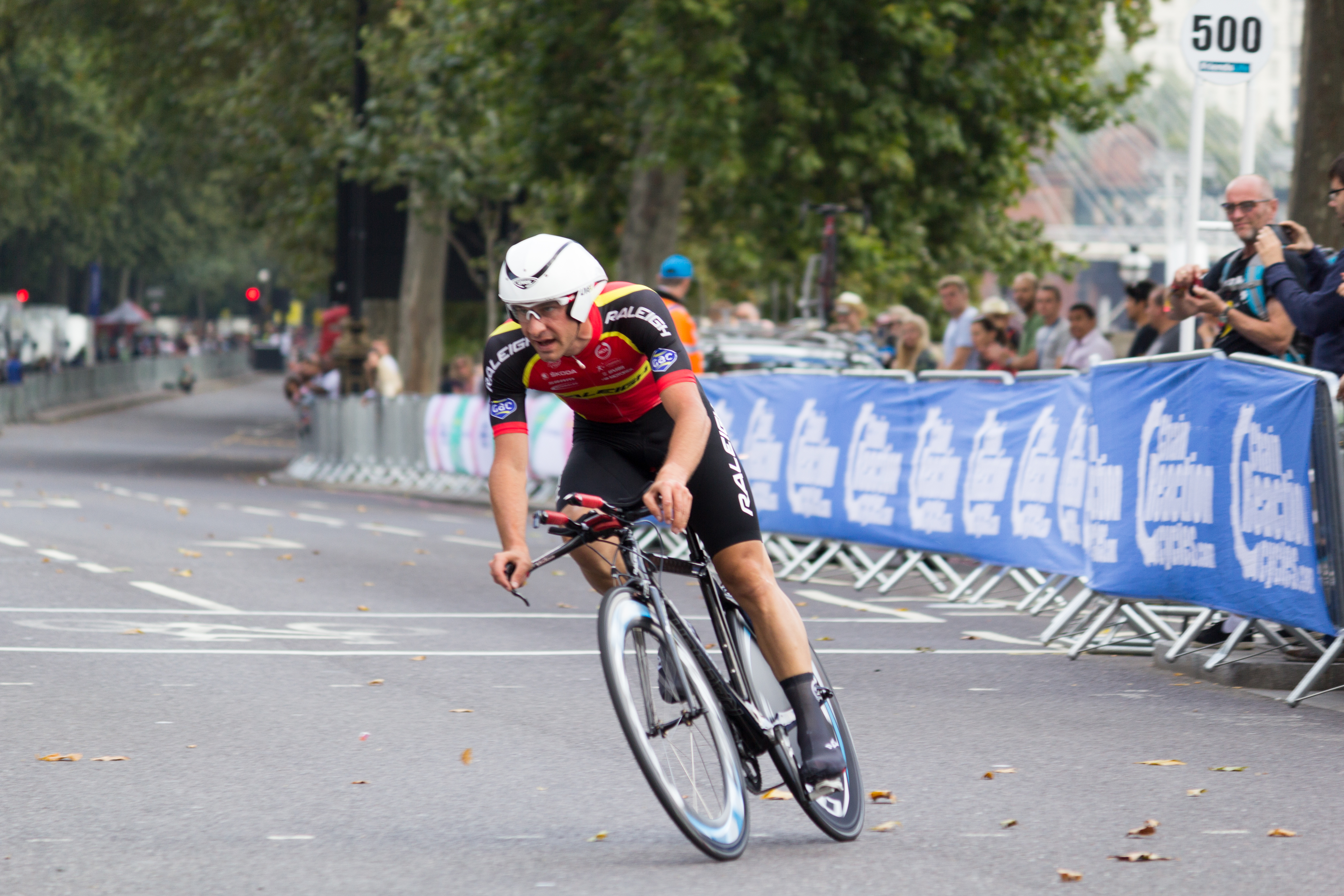
Morgan Kneisky au cours de la huitième étape du Tour de Grande-Bretagne 2014.

Non conservé par ses dirigeants à l'issue de la saison 2013, il est recruté par l'équipe continentale anglaise Raleigh en compagnie de son coéquipier roubaisien Matthieu Boulo. Il participe aux Tour Series (en), épreuves très populaires en Grande-Bretagne, où il glane deux succès par équipe au cours des cinquième et sixième rounds. La dernière manche de cette compétition organisée sur l'île de Jersey lui permet d'obtenir son premier podium individuel derrière Thomas Stewart mais devant Edward Clancy, le double champion olympique de poursuite par équipes,. Bien emmené au sprint par Alexandre Blain, il remporte le Grand Prix de Stafford au mois d'août,. 
Après avoir participé  pour la première fois au Tour de Grande-Bretagne, il court plusieurs épreuves des championnats de France de cyclisme sur piste sur le vélodrome de Saint-Quentin-en-Yvelines. Il obtient deux médailles de bronze grâce à des troisièmes places obtenues lors de la course à l'américaine avec Philémon Marcel-Millet et de l'épreuve du scratch derrière Thomas Boudat et Benjamin Thomas. Il se classe aussi cinquième de l'omnium et septième de la course aux points. Le sept octobre une dépêche de la Fédération française de cyclisme annonce la sélection de Kneisky pour les championnats d'Europe de cyclisme sur piste à Baie-Mahault. Si la huitième place au classement général du scratch et la septième obtenue lors de la course aux points déçoivent certains observateurs, l'américaine permet à la paire constituée de Brisse et Kneisky de monter sur la troisième marche du podium le dernier jour de la compétition organisée en Guadeloupe. Engagé aux Trois jours de Grenoble en compagnie de Nacer Bouhanni, il assiste impuissant à la chute de son coéquipier qui se blesse à l'épaule et doit abandonner,. Il doit donc poursuivre la compétition seul et ne peut défendre le titre qu'il avait remporté l'année précédente. Il s'impose, par contre, lors des Trois jours de Genève avec Loïc Perizzolo au mois de décembre.

#### 2015: troisième titre de champion du monde

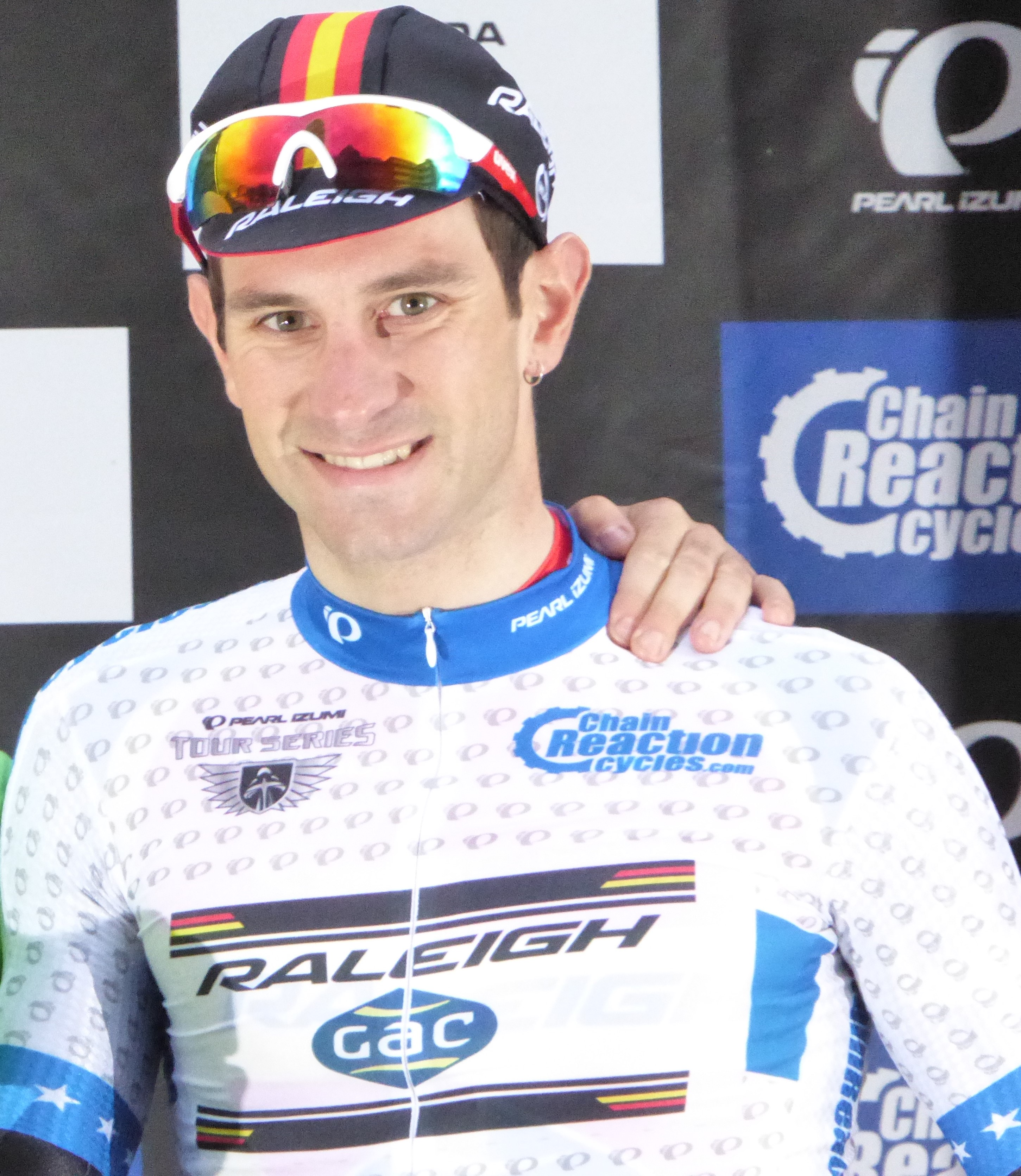
Morgan Kneisky vêtu du maillot de leader du classement par points des Tour séries.

En 2015, il entame une nouvelle saison avec l'équipe continentale anglaise Raleigh-GAC, par une seconde place aux Six jours de Brême. Associé au Danois Jesper Mørkøv il mène l'épreuve pendant plusieurs soirées mais s'incline lors de l'ultime journée et laisse la victoire à la paire composée de Marcel Kalz et Alex Rasmussen. Cette performance lui permet toutefois de devenir le deuxième coureur français à monter sur le podium de l'épreuve allemande après Alain Van Lancker en 1971. Début février il se classe second de l'Omnium et de la Course à points du  Fénioux Piste International disputé sur le Vélodrome couvert régional Jean Stablinski de Roubaix derrière le néo-professionnel Benjamin Thomas. 
Lors des mondiaux du 18 au 22 février 2015 sur le vélodrome de Saint-Quentin-en-Yvelines, il termine huitième du scratch le jeudi. Le dernier jour de la compétition il participe à l'épreuve de course à l'américaine avec Bryan Coquard, il remporte à cette occasion son troisième titre de champion du monde à l'issue d'une course indécise jusqu'au bout. Le duo tricolore ne s'impose que d'un seul point lors du dernier sprint devant la paire italienne composée d'Elia Viviani et Marco Coledan. 
De retour en Angleterre pour la saison sur route, il obtient, au printemps, plusieurs accessits sur des épreuves comme le Eddie Soens Memorial Criterium qu'il boucle en cinquième position, la deuxième étape de la Totnes - Vire Stage Race et le Grand Prix de Chorley où il se classe troisième. L'équipe Raleigh GAC l'engage par la suite sur la totalité des manches des Tour Series (en). Le coureur français s'y distingue en glanant deux meilleurs tours en course (Costa Lap Express) et le maillot de vainqueur du classement par points. Par contre, il commet une erreur de débutant lors de la manche de Redditch où il lève les bras trop tôt et se fait passer juste avant la ligne par Jonathan Mould. Pendant l'été il glane des places d'honneur sur différentes épreuves anglaises, il est notamment deuxième et troisième à Stafford et quatrième du Critérium d'Otley. 
En fin de saison il participe aux championnats de France de cyclisme sur piste du 1er au 4 octobre au Vélodrome de Bordeaux. Contrairement aux années antérieures, il n'obtient aucun podium lors des différentes courses auxquelles il participe. Engagé aux championnats d'Europe de cyclisme sur piste deux semaines plus tard, il empoche une médaille de bronze lors de la course à l'américaine (avec Bryan Coquard). Pour meubler l'intersaison le coureur français participe aux Six jours de Londres (dixième place), remporte la course à l'américaine de l'International Belgium Open avec Thomas Boudat et se classe cinquième des Six jours de Gand après avoir battu le record de la piste associé à Moreno De Pauw. Membre de l'équipe de France lors de la deuxième manche de la Coupe du monde de cyclisme sur piste 2015-2016 disputée en Nouvelle-Zélande du 4 au 6 décembre, il termine sixième de l'épreuve de poursuite par équipes, dixième de la course scratch et gagne l'américaine associé à Benjamin Thomas,.

#### 2016: dernière saison chez Raleigh-GAC

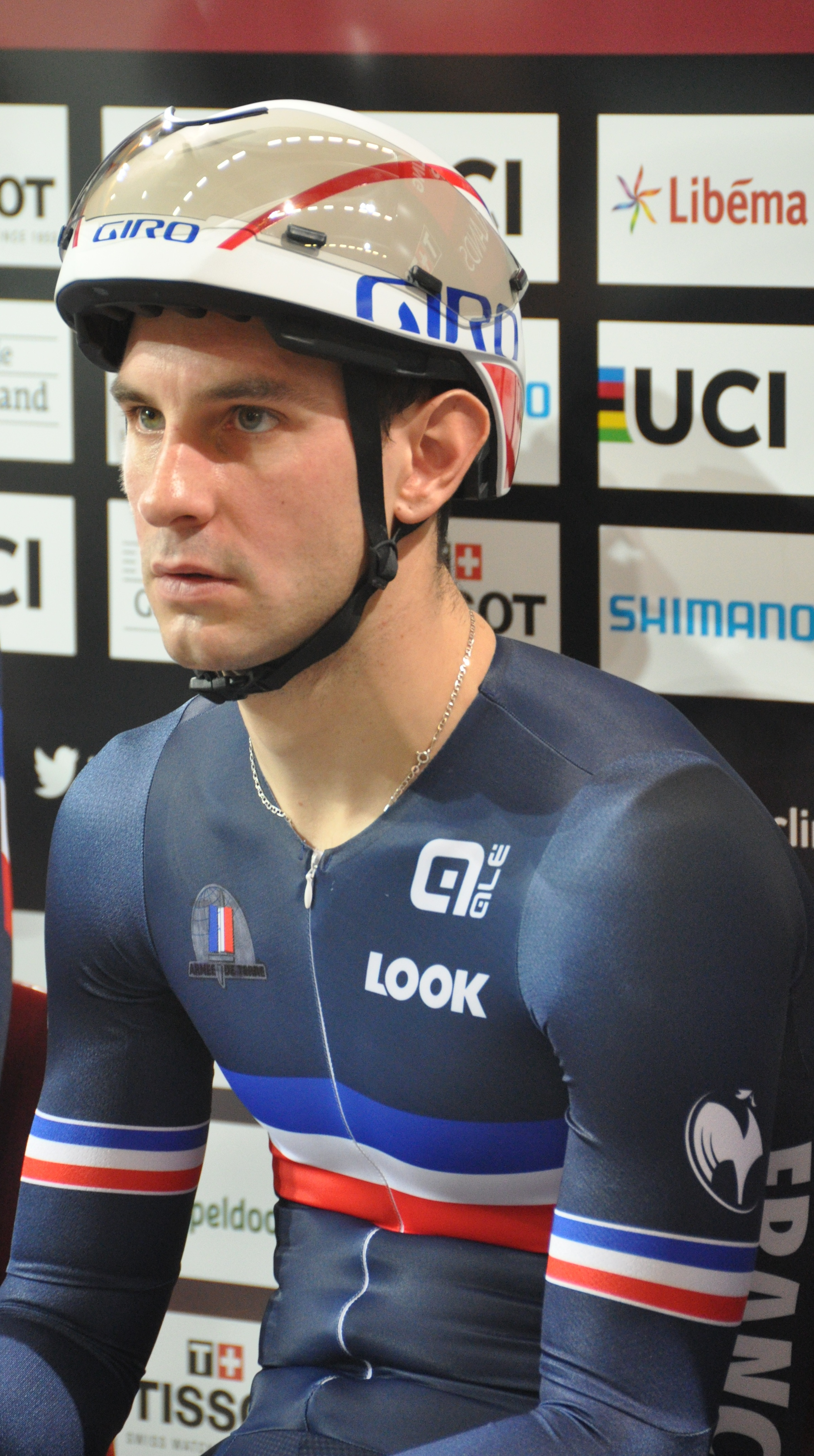
M Kneisky revêtu du maillot tricolore à Apeldoorn en 2016

Le triple champion du monde commence sa saison en signant deux secondes places lors des Six jours de Rotterdam et des Six jours de Brême au mois de janvier. Associé à David Muntaner, il se classe également sixième des Six jours de Berlin au début du mois de février avant d'entamer un stage avec l'Équipe de France de cyclisme sur piste au vélodrome de Saint-Quentin-en-Yvelines. Engagé aux championnats du monde de cyclisme sur piste à Londres, il termine seizième du scratch, et deuxième de l'américaine (avec Benjamin Thomas) derrière les Britanniques Mark Cavendish et Bradley Wiggins. Il glane à cette occasion sa septième médaille mondiale en six championnats. 
Son début de saison sur route est assez quelconque, il se classe 69e du Tour de Normandie et abandonne durant la dernière étape du Tour du Yorkshire. C'est une nouvelle fois sur les Tour Series (en) que le natif de Besançon s'illustre. Il s'empare de la tunique de leader du classement par points lors de la première manche courue à Ramsey mais doit l'abandonner le 19 mai à Édimbourg à la suite d'une crevaison. Avec la formation Raleigh GAC, il s'adjuge le classement par équipes du sixième round tracé dans les rues de la ville de Durham et manque de peu de récidiver lors de la manche finale à Portsmouth où Raleigh Gac se classe deuxième derrière l'équipe continentale Pedal Heaven. En juillet, il participe à différentes courses en Grande-Bretagne où il joue souvent un rôle d'équipier pour Albert Torres et Sebastián Mora. Il termine tout de même sixième du  Grand Prix of Wales le dix-sept avant de s'envoler pour Fiorenzuola d'Arda et participer à la course de Six jours organisée dans cette ville. La paire qu'il forme pour l'occasion avec Benjamin Thomas termine deuxième et devient la première équipe française à monter sur le podium de l'épreuve depuis sa création en 1998. 
Son équipe n'étant pas retenue pour participer au Tour de Grande-Bretagne, il ne court que très peu durant l'été et doit parfois se contenter de prendre le départ d'épreuves cyclo-sportives comme celle qu'il remporte à Dole dans le Jura. Ce manque de compétition le pénalise lors des championnats de France de cyclisme sur piste où il n'obtient que deux quatrièmes places grâce à la course à l'américaine et l'omnium,. Par la suite, il prend part aux championnats d'Europe de cyclisme sur piste du 19 au 23 octobre 2016 sur le vélodrome de Saint-Quentin-en-Yvelines. Il se classe huitième du scratch à un tour du vainqueur le premier jour puis quatrième de la course à l'élimination le lendemain. En clôture de la compétition, il obtient la médaille d'argent avec Benjamin Thomas lors de l'américaine, sa spécialité. Durant l'intersaison il participe à plusieurs six jours (Londres, Gand et Amsterdam) mais n'y signe pas de résultats probants.

#### 2017: quatrième titre de champion du monde
Non conservé par les dirigeants de Raleigh GAC, il est un temps annoncé dans l'équipe continentale MG Sportgagne que l'homme d'affaires nordiste Guy Mollet souhaite créer mais rejoint finalement la formation Armée de terre. En début de saison, il participe aux Six jours de Berlin et de Copenhague, il termine cinquième en Allemagne et neuvième au Danemark. Sur la route, il boucle à la septième place le Trophée de l'Essor puis court le Tour de Normandie avec l'équipe de France (dans le cadre de la préparation des championnats du monde de cyclisme sur piste). Sous la bannière tricolore, il s'adjuge la seconde place de la dernière étape de cette course. Lors des mondiaux, il finit sixième de la course aux points et du scratch puis obtient un nouveau maillot arc-en-ciel grâce à la course à l'américaine le dernier jour de la compétition. Il devient à cette occasion le coureur le plus titré de l'histoire de la spécialité (à égalité avec Joan Llaneras et Mark Cavendish).
À la suite de ce quatrième sacre, s'ouvre une période faste pour le coureur français qui enchaine les victoires et les bonnes performances sur la route et sur la piste. Sur la route, il remporte au mois de mai la manche de l'Europa Cup derrière derny organisée à Valentigney dans le département du Doubs. Il obtient par ailleurs plusieurs accessits lors de l'An Post Rás où il termine sixième du classement général et se classe troisième d'une étape ainsi que sur le Rhône-Alpes Isère Tour qui le voit finir septième de la dernière étape au sprint après avoir travaillé pour son coéquipier Jérôme Mainard. Engagé sur la Ronde de l'Oise au mois de juin, il s'échappe au début de la première étape et s’empare du maillot de meilleur grimpeur qu'il garde pendant deux jours. Sur la piste, il remporte la course à l'américaine de la manche de la coupe de France Fenioux au Mans  puis s'adjuge la coupe de France de la spécialité sur le vélodrome de Saint-Quentin-en-Yvelines trois jours plus tard avec Kévin Reza. En juillet, il triomphe aux Six jours de Fiorenzuola d'Arda avec Benjamin Thomas et gagne également plusieurs courses annexes organisées en marge de l'épreuve italienne. Toutes ces bonnes performances permettent au coureur bisontin d'être présélectionné par Cyrille Guimard pour participer aux championnats d'Europe de cyclisme sur route. 
Cette belle série est malheureusement interrompue par une chute lors de la Polynormande où il est renversé par une moto. Victime d'une fracture du pouce droit, il doit renoncer à courir pendant plusieurs mois. Il est notamment contraint de déclarer forfait pour les championnats d'Europe et de France de cyclisme sur piste. Comble de malchance, en novembre, le ministère des Armées annonce la disparition de l'équipe cycliste Armée de terre et Kneisky se retrouve sans contrat pour la saison 2018,. De retour à la compétition en fin de saison, il termine second des Six jours de Gand avec Benjamin Thomas. À cette occasion, la paire tricolore devient la première équipe française à monter sur le podium de l’épreuve belge depuis 1955.

#### 2018: une saison compliquée avec Roubaix Lille Métropole
Il commence sa saison sur la piste et se classe troisième des Six jours de Rotterdam avec Benjamin Thomas puis quatrième des Six Jours de Brême avec l'Australien Leigh Howard pendant l'hiver. Sans équipe au premier trimestre, il ne prend part à aucune compétition sur route avant les championnats du monde sur piste d'Apeldoorn. À court de compétition et en manque de condition physique, il ne peut rivaliser avec ses adversaires et ne parvient qu'à se classer douzième de la course aux points et septième de l'américaine. Pour la première fois en huit participations aux mondiaux, le coureur bisontin quitte la compétition sans remporter la moindre médaille. 
Toujours sans contrat à la fin du premier trimestre, il est finalement engagé par l'équipe continentale Roubaix Lille Métropole en compagnie de Steven Tronet au mois de mars. Il participe à plusieurs courses du calendrier « Élite nationale » de la FFC pour reprendre le rythme de  la compétition et se classe notamment cinquième de Châtillon-Dijon puis dixième du Grand Prix des Hauts-de-France en mai. Alors que son horizon sportif et professionnel semble s'éclaircir, il est victime, le même mois, d'une chute à l'arrivée de la première étape d'À travers les Hauts de France – Trophée Paris Arras Tour et doit être hospitalisé pendant plusieurs jours. 
Absent pendant presque deux mois, il reprend la compétition en juillet sur différentes épreuves comme le Tour des Deux-Sèvres où il termine douzième de la deuxième étape, le Tour de Wallonie et les Six Jours de Turin où il monte sur la troisième marche du podium en compagnie de Joseph Berlin-Sémon. Au mois d'août, il participe aux championnats d'Europe de cyclisme sur piste et termine cinquième de l'américaine. Quelques jours plus tard, il s'aligne au départ des championnats de France de cyclisme sur piste et parvient à glaner une médaille de bronze grâce à l'américaine. 
En fin de saison, il est engagé par son équipe sur différentes courses comme le Tour Poitou-Charentes en Nouvelle-Aquitaine ou la classique Paris-Tours. Il fait aussi partie à deux reprises de la sélection française  amenée à disputer la coupe du monde de cyclisme sur piste. Associé à Florian Maitre, il termine cinquième de l'américaine de la manche organisée à Milton en Ontario.

#### 2019 - 2020: capitaine de route au sein de l'équipe continentale Groupama-FDJ

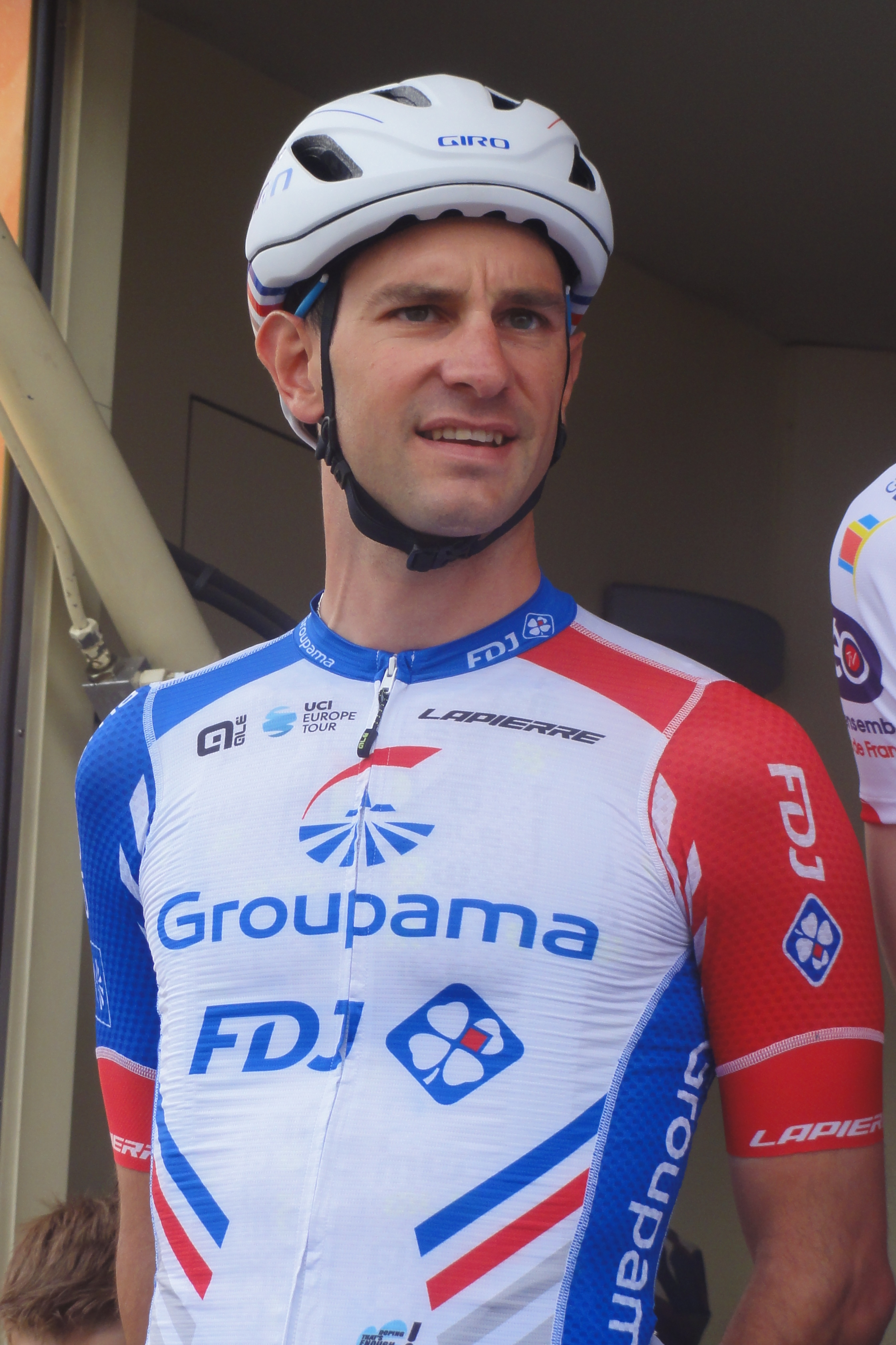
Kneisky au départ d’À travers les Hauts-de-France en 2019

En 2019, Morgan Kneisky rejoint la nouvelle équipe cycliste continentale Groupama-FDJ, réserve de la formation World Tour du même nom, afin d'y tenir un rôle de capitaine de route auprès de jeunes coureurs engagés par Marc Madiot. Il commence sa saison en janvier sur la piste du Vélodrome couvert  de Roubaix à l'occasion d'une manche de la coupe de France Fenioux. Il termine troisième de l'américaine avec Clément Davy mais ne brille pas lors de la course scratch où il finit vingt-troisième et dernier du classement ni lors de l'omnium dont il ne prend que la neuvième place. 
Le mois suivant, il effectue sa rentrée sur route à l'Essor basque : il remporte le classement par équipes de cette édition avec ses nouveaux coéquipiers et se classe onzième du Circuit de l'Essor. Il participe ensuite à différentes courses comme les Grand Prix du Pays d'Aix et de Puyloubier ainsi que le Circuit des communes de la vallée du Bédat avant d'être engagé sur Paris-Troyes et le Tour de Normandie qu'il termine en trente-deuxième position. Gêné par un petit problème au genou, il court peu au mois d'avril mais joue tout de même un rôle d'équipier apprécié pour Alexys Brunel au Tour de Bretagne. 
En mai et juin, il se classe quatrième de la manche de l'Europa Cup derrière Derny organisée à Valentigney, participe au Rhône-Alpes Isère Tour où il se signale par une longue échappée lors de la troisième étape, à l'épreuve nordiste À travers les Hauts-de-France et aux championnats de France de cyclisme sur route où il se classe trente-deuxième du contre-la-montre et quarante-cinquième de la course en ligne. Durant l'été, son tempérament offensif lui permet de s’illustrer au Tour de Martinique et de terminer quatre étapes dans les dix premiers puis de s’octroyer la douzième place du classement général final. 
Sur la piste, il gagne l'américaine organisée en marge des 4 nuits Internationales de Pordenone avec son complice Benjamin Thomas. Engagé aux championnats de France de cyclisme sur piste, il termine deuxième de la course scratch puis troisième de l'omnium le dernier jour de la compétition. Il obtient à cette occasion sa première médaille dans la discipline aux championnats de France. En fin de saison il remporte les Quatre jours de Genève et se classe troisième de la course à l'américaine de la manche de Coupe du monde de cyclisme sur piste organisée à Brisbane avec le jeune Kévin Vauquelin.
Il commence sa saison 2020 sur la piste et se classe deuxième des Six Jours de Brême puis troisième des Six Jours de Berlin avec l’Allemand Theo Reinhardt. Malgré ces deux bonnes performances il n'est pas retenu par le sélectionneur français pour participer aux championnats du monde sur piste quelques semaines plus tard. La pandémie de Covid-19 ne lui permet pas de participer à la moindre compétition sur route au premier semestre. En juin, son contrat avec l'équipe cycliste continentale Groupama-FDJ n'est pas reconduit  et il fait le choix de quitter le peloton professionnel.

### Retour chez les amateurs et fin de carrière
Décidé à poursuivre sa carrière, il s'engage avec l'Amicale Cycliste Bisontine au deuxième semestre 2020. En juillet, il participe à un stage de plusieurs semaines en montagne avec l'équipe de France de cyclisme sur piste puis participe aux Six Jours de Fiorenzuola d'Arda sans grand succès. Les annulations de plusieurs épreuves sur piste ne lui permettent pas de courir beaucoup sur les vélodromes en fin de saison et pendant l'hiver. Il parvient toutefois à terminer sur la seconde marche du podium lors des Trois jours d'Aigle où il est associé à Donavan Grondin. Sur la route, ses meilleurs résultats sont constitués d'une neuvième place acquise au Grand Prix d'Is-sur-Tille et d'une dixième glanée lors du Championnat de Bourgogne-Franche-Comté.
Morgan Kneisky fait des épreuves sur piste des jeux olympiques de Tokyo son objectif pour la saison 2021. Précisément, il espère participer à la course à l’américaine en compagnie de Benjamin Thomas. Il décide d'alterner les stages et compétitions sur les vélodromes avec les épreuves sur route pour mener à bien cette entreprise. En juillet, il est sélectionné pour se rendre à Tokyo en qualité de remplaçant. Il s’envole donc pour le Japon mais ne participe pas aux compétitions. Plus tard dans la saison, il participe à la première édition de la Classic Grand Besançon Doubs avec l'Équipe de France de cyclisme sur route, se classe deuxième des Trois jours d'Aigle avec Clément Petit et sixième du championnat d'Europe de course à l'américaine avec Thomas Boudat. Fin octobre, il décide de mettre fin à sa carrière de sportif de haut niveau à l'issue de l'américaine des championnats du monde de cyclisme sur piste disputés à Roubaix. Associé à Benjamin Thomas il termine cinquième de la course après avoir été en tête de l'épreuve pendant quelques tours. S'il ne parvient pas à glaner une ultime médaille pour sa dernière apparition avec l'équipe de France, les spectateurs du vélodrome de Roubaix lui offrent une standing ovation pour ses adieux à la compétition.

### Reconversion professionnelle
À la fin de sa carrière de coureur, il devient directeur sportif de l'AC Bisontine en 2022. Il entame également une formation pour obtenir un Diplôme d'État de la jeunesse, de l'éducation populaire et du sport. Dans ce cadre, il monte un projet avec Louis Pijourlet pour tenter de battre le record de France de l'heure, détenu par François Lamiraud en 50,844 kilomètres. En 2023, il est directeur sportif de l'équipe féminine Lifeplus Wahoo. En novembre de la même année, il est nommé entraîneur national sur piste par la fédération suisse, avec comme objectif les Jeux olympiques de Paris en 2024.

### Vie privée
À l'instar de son ancien coéquipier roubaisien Benoît Daeninck, il profite de la présence de sa compagne au vélodrome de Saint-Quentin-en-Yvelines pour la demander en mariage à l'issue de la course à l'américaine des championnats d'Europe 2016,. Cette dernière n'est autre que la coureuse cycliste Alessia Bugeia passée par différentes formations dont l'équipe cycliste Bourgogne-Pro Dialog.

## Palmarès sur piste

### Championnats du monde
| Édition / Épreuve              | Course aux points | Scratch | Américaine                      |
| Pruszkow 2009                  |                   | Or      |                                 |
| Ballerup 2010                  |                   | 9e      | Argent (avec Christophe Riblon) |
| Apeldoorn 2011                 | Bronze            | Bronze  | 4e (avec Vivien Brisse)         |
| Minsk 2013                     |                   | 6e      | Or (avec Vivien Brisse)         |
| Saint-Quentin-en-Yvelines 2015 |                   | 8e      | Or (avec Bryan Coquard)         |
| Londres 2016                   |                   | 16e     | Argent (avec Benjamin Thomas)   |
| Hong Kong 2017                 | 6e                | 6e      | Or (avec Benjamin Thomas)       |
| Apeldoorn 2018                 | 12e               |         | 7e (avec Benjamin Thomas)       |
| Roubaix 2021                   |                   |         | 5e (avec Benjamin Thomas)       |

### Coupe du monde
| - 2010-2011 - Classement général du scratch - 1er du scratch à Cali - 2011-2012 - 2e de l'américaine à Cali - 2016-2017 - 2e de la course aux points à Apeldoorn - 3e de la poursuite par équipes à Apeldoorn | - 2017-2018 - 2e de l'américaine à Manchester - 2019-2020 - 3e de l'américaine à Brisbane |  |

### Championnats d'Europe

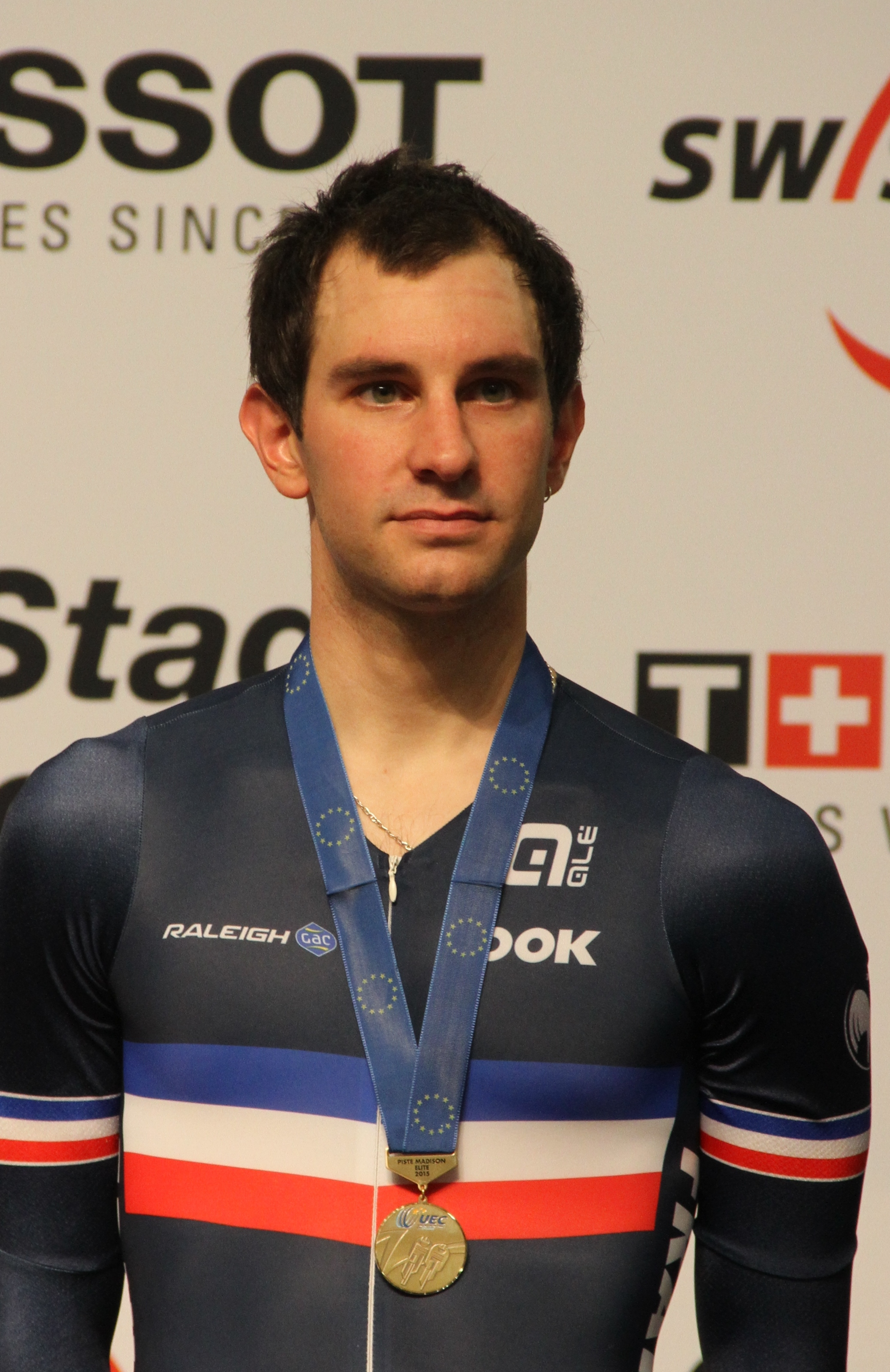
Kneisky médaillé de bronze à Granges en 2015

| Édition / Épreuve              | Course aux points | Scratch | Américaine                    | Course à l'élimination |
| Apeldoorn 2011                 |                   |         | Bronze (avec Vivien Brisse)   |                        |
| Baie-Mahault 2014              | 7e                | 8e      | Bronze (avec Vivien Brisse)   |                        |
| Granges 2015                   |                   |         | Bronze (avec Bryan Coquard)   |                        |
| Saint-Quentin-en-Yvelines 2016 |                   | 8e      | Argent (avec Benjamin Thomas) | 4e                     |
| Glasgow 2018                   |                   |         | 5e (avec Benjamin Thomas)     |                        |
| Apeldoorn 2019                 |                   |         | 4e (avec Benjamin Thomas)     |                        |
| Granges 2021                   |                   | 11e     | 6e (avec Thomas Boudat)       |                        |

### Six jours
- Aigle : 2e en 2008 (avec Alexandr Pliuschin), 2020 (avec Donavan Grondin) et 2021 (avec Clément Petit)
- Berlin : 3e en 2020 (avec Theo Reinhardt)
- Brême : 2e en 2015 et 2016 (avec Jesper Mørkøv), en 2020 (avec Theo Reinhardt)
- Fiorenzuola d'Arda : 1er en 2017 (avec Benjamin Thomas) et 2e en 2016 (avec Benjamin Thomas)
- Gand : 2e en 2017 avec (Benjamin Thomas) et 3e en 2011 (avec Marc Hester)
- Genève : 1er en 2014 (avec Loïc Perizzolo) et 2019 (avec Kévin Vauquelin)
- Grenoble : 1er en 2011 (avec Iljo Keisse) et 2013 (avec Vivien Brisse) ; 2e en 2012  (avec Bryan Coquard)
- Rotterdam : 2e en 2016 (avec Christian Grasmann) et 3e en 2018 (avec Benjamin Thomas)
- Turin : 3e en 2018 (avec Joseph Berlin-Sémon)

### Championnats de France
| - Hyères 2008 - 3e de la course aux points espoirs - Baie Mahault 2009 - Champion de France du scratch - Champion de France de l'américaine (avec Kévin Fouache) - 3e de la poursuite par équipes - Hyères 2010 - Champion de France de la course aux points - Roubaix 2013 - Champion de France de l'américaine (avec Julien Duval) | - Saint-Quentin-en-Yvelines 2014 - 3e de l'américaine - 3e du scratch - Hyères 2018 - 3e de l'américaine (avec Joseph Berlin-Sémon) - Saint-Quentin-en-Yvelines 2019 - 2e du scratch - 3e de l'omnium |  |

### Autres compétitions
| - 2008 - Champion de la région Rhône-Alpes de l'américaine - 3e du championnat de la région Rhône-Alpes de la course aux points - 2010 - 3e de la Coupe de France de l'américaine (avec Benoît Daeninck) - 2011 - 3e de la Coupe de France de l'américaine (avec Benoît Daeninck) - 2013 - 2e du Grand Prix des vélodromes romands - Course Scratch Élite - 2e du Grand Prix des vélodromes romands - Course à points Élite - 2e du Gran Premio BFT Burzoni - Américaine Élite (avec Vivien Brisse) - 2e du Fénioux Piste International - Course à points Élite - 3e du Fénioux Piste International - Américaine Homme Élite (avec Vivien Brisse) - 2014 - Track-Cycling Challenge Grenchen 2014 Madison élites (avec Thomas Boudat) - 2e du Fénioux Piste International - Course scratch Élite | - 2015 - International Belgium Open - Course à l'américaine (avec Thomas Boudat) - Cambridge - Course à l'américaine (avec Benjamin Thomas) - 2e du Fénioux Piste International - Course à points Élite - 2e du Fénioux Piste International - Omnium - 2016 - Coupe de France Fenioux piste - Course à l'américaine (avec Benjamin Thomas) - 2017 - Coupe de France Fenioux piste - Course à l'américaine (avec Benjamin Thomas) - Coupe de France de l'américaine (avec Kévin Reza) - 1er de l'américaine à Fiorenzuola d'Arda (avec Benjamin Thomas) - 2019 - 1er de l'américaine à Pordenone (avec Benjamin Thomas) - 1er du scratch à Prešov - 1er de l'américaine à Genève (avec Kévin Vauquelin) |  |

## Palmarès sur route

### Par années
| - 2005 - 2e étape du Tour de Lorraine juniors - 2006 - Grand Prix de la ville de Maiche - 2007 - Grand Prix de la ville d'Orbe - Grand Prix d'Amancey - Grand Prix de la ville d'Annecy - 2008 - Tour de Moselle : - Classement général - 1re étape - Contre-la-montre par équipes du Tour du Canton d'Aurillac - 2e du Grand Prix de Bourg-en-Bresse | - 2009 - 1re étape du Tour de l'Ardèche Méridionale - 2e de la Val d'Ille U Classic 35 - 2e de Dijon-Auxonne-Dijon - 2011 - 3e du Grand Prix de la ville de Pérenchies - 2012 - 3e étape des Boucles de la Mayenne - 2e du Grand Prix de la ville de Pérenchies |  |

### Classements mondiaux
| Année           | 2009 | 2010 | 2011 | 2012 | 2013  | 2014 | 2015 |
| --------------- | ---- | ---- | ---- | ---- | ----- | ---- | ---- |
| UCI Europe Tour | 968e | 678e | 406e | 295e | 1108e | nc   | 654e |